# Janine Solane
Janine Solane (née Jeannine Julie Solange Oury à Bourg-la-Reine le 7 janvier 1912 et morte à Chaumont dans l'Yonne le 17 avril 2006) est une danseuse, chorégraphe et pédagogue française.

## Biographie
Figure importante de la danse des années 1940, elle avait étudié la danse classique, la danse expressionniste et le style d'Isadora Duncan, élaborant ensuite un langage chorégraphique personnel, appelé danse classique naturelle, en rapport étroit avec la musique.
En 1932, elle ouvre une école baptisée Maîtrise de danse Janine Solane. Grande soliste, éprise de personnages forts comme Jeanne d'Arc, cette « sculpture en marche », selon l'expression du chorégraphe Dominique Dupuy, est aussi une excellente meneuse de troupe. Après la Seconde Guerre mondiale, elle donne régulièrement des galas au Théâtre de Chaillot, présentant des spectacles-fresques qui rassemblent près de 150 jeunes femmes.
Janine Solane a créé de grandes fresques chorégraphiques sur des symphonies classiques comme la Symphonie pastorale de Beethoven ou la Grande Passacaille de Bach. Ses seuls liens avec Jeanne d'Arc sont les fêtes de Reims auxquelles elle était conviée à participer. Sa foi la rapprochait plus d'un saint Augustin, son amour pour la liberté d'une Isadora Duncan, sa passion pour la musique allait en particulier à Bach.
Elle est l'auteure d'un livre, Pour une danse plus humaine, paru à Paris en 1950 aux éditions Jacques Vautrain.